# Villabraz
Villabraz é um município da Espanha na província de León, comunidade autónoma de Castela e Leão, de área 36,89 km² com população de 139 habitantes (2004) e densidade populacional de 3,77 hab/km².

## Demografia
| Variação demográfica do município entre 1991 e 2004 | Variação demográfica do município entre 1991 e 2004 | Variação demográfica do município entre 1991 e 2004 | Variação demográfica do município entre 1991 e 2004 |
| --------------------------------------------------- | --------------------------------------------------- | --------------------------------------------------- | --------------------------------------------------- |
| 1991                                                | 1996                                                | 2001                                                | 2004                                                |
| 212                                                 | 176                                                 | 147                                                 | 139                                                 |